# 台南清真寺
台南清真寺（たいなんせいしんじ; 中国語: 台南清真寺）は、台湾の台南市、東区にあるモスク。台湾で建設された6つ目のモスクである。台南モスクとも呼称される。

## 歴史
台南モスクの創設以前、台南のムスリムたちは、礼拝などいかなるモスク関連行事をするのにも高雄市の高雄モスクへ行く必要があった。
モスクの土地は、台南出身でアメリカ在住のムスリムであるWang Huihuanから寄贈された。当初、モスクの土地の所有権は台北清真寺にあったが、台南モスクの建設を管理していた高雄モスクに移譲された。
1983年末、モスク建設のための資金調達が高雄清真寺のBai Yuqiに率いられて開始され、結果的に、台南清真寺は高雄清真寺の傘下となった。また、台南清真寺のイマームは高雄清真寺の副イマームである。
建設の資金調達には10年以上かかり、1993年に建設が始まった。そして、1996年9月に建設が完了した。

## 建築
台南モスクは国立成功大学を卒業したYan Mingguangによって建設され、その見た目は伝統的なモスクと全く異なり、普通のビルのようである。
ビルは4階建てで、売店、会議室、男女別の沐浴室、そして礼拝室と事務所がある。